# Крушение на станции Каменская
Крушение на станции Каменская — одна из крупнейших железнодорожных катастроф в СССР.
Крушение произошло в ночь на пятницу 7 августа 1987 года на Лиховском отделении Юго-Восточной железной дороги (ныне Ростовский регион Северо-Кавказской дороги) в городе Каменске-Шахтинском. Тяжёлый грузовой поезд, ведомый локомотивом ВЛ80, из-за отказа тормозов по вине железнодорожников не сумел затормозить на крутом уклоне и, разогнавшись до значительной скорости, въехал на станцию Каменская. При следовании по станции состав расцепило на несколько частей, при этом отделившийся локомотив с одним вагоном проехал ещё несколько сотен метров и столкнулся с хвостом пассажирского поезда, стоявшего в это время у платформы. В результате катастрофы грузовой поезд и несколько пассажирских вагонов были повреждены до степени исключения из инвентаря. Погибли 107 и были ранены 114 человек. Полный перерыв движения на участке составил 88 часов 15 минут.
В этой катастрофе погибла жена актёра Игоря Ливанова — актриса Татьяна Ливанова (Пискунова) вместе с дочерью Ольгой.

## Хронология крушения

### Предшествующие обстоятельства
Грузовой поезд № 2035 был сформирован на станции Армавир-1 в составе 55 вагонов-хопперов с зерном, вес поезда составил более 5,5 тыс. тонн. В ночь с 6 на 7 августа 1987 года поезд прибыл на станцию Лихая. На участке Батайск — Лихая поезд вёл электровоз 2ВЛ60К-572, далее на станции проводилась смена локомотивов и локомотивных бригад. Помощнику машиниста сдающей бригады не удалось закрыть концевой кран тормозной магистрали со стороны первого вагона, поскольку кран пропускал воздух, и давление не позволяло разъединить рукава тормозной магистрали, поэтому помощник машиниста перекрыл кран между 6-м и 7-м вагонами, но не сообщил об этом принимающей бригаде (по данным телеграммы отделения дороги в МПС СССР № 4-УРБ от 05.10.88 г., кран был перекрыт между первым и вторым вагонами). Около полуночи электровоз 2ВЛ60К-572 был отцеплен от состава, а вместо него прицеплен трёхсекционный ВЛ80с−887/842 (двухсекционный электровоз с дополнительной секцией). Управляла им локомотивная бригада депо Россошь, состоящая из машиниста Сергея Батушкина и помощника машиниста Юрия Штыхно. После прицепки электровоза локомотивная бригада провела опробование тормозов. В ту ночь на Лихой скопилось много поездов, из-за чего опробование тормозов проводилось в спешке. После затормаживания состава один из осмотрщиков, в соответствии с должностной инструкцией, прошёл вдоль состава, убедившись, что на всех вагонах тормозные колодки прижаты к колёсам, о чём и доложил по рации напарнику, затем направился к соседнему поезду. Другой осмотрщик после произведения машинистом отпуска тормозов, убедившись по первому вагону, что тормоза работают штатно, выдал машинисту справку об опробовании тормозов формы ВУ-45.
В 00:45 со станции Лихая в сторону станции Каменская (расстояние между ними составляет 24 км) отправился пассажирский поезд № 347 сообщением Краснодар — Москва, а за ним в 00:55 — поезд № 335 Ростов-на-Дону — Москва. Эти два поезда были пущены следом за грузовым № 2081, а следом за пассажирскими было решено пустить № 2035. В 01:02 грузовой поезд отправился со станции в северном направлении. На ведущем его электровозе ВЛ80с−887/842 управление велось из третьей дополнительной секции. Электровоз с места поезд тронул с трудом, преодолевая усилие от так и не отпустивших тормоза вагонов хвостовой части состава. Однако машинист, не имея достаточного опыта вождения поездов большой массы, предположил, что для тяжеловесных поездов подобное трогание с места вполне нормальное явление.

### Потеря контроля над ситуацией
Вскоре после отправления со станции Лихая машинист поезда № 2035 Батушкин в пути следования провёл опробование тормозов, в ходе которого он сделал ступень торможения краном машиниста, после чего оценил тормозной путь, который прошёл поезд при падении скорости на 10 км/ч. Как он и ожидал, поезд сбросил скорость, что свидетельствовало о работе тормозов, однако при этом локомотивная бригада не придала значения тому, что тормозной путь составил не 300 метров, как положено по нормативам, а около 700. В результате поезд продолжал разгоняться, пока через 8 километров не начался затяжной спуск в 11 тысячных, ведущий в долину реки Северский Донец, к центральной части города Каменска-Шахтинского.
В начале спуска машинист при скорости 65 км/ч применил первую ступень служебного торможения. Однако скорость поезда не падала, а наоборот, стала расти, тогда он применил вторую ступень торможения, но и это не помогло. Скорость грузового поезда продолжала расти и после применения экстренного торможения. Машинист попытался дважды применить электродинамический тормоз электровоза и даже торможение состава противотоком, но безуспешно. До станции Каменская оставалось 10 километров, когда локомотивная бригада доложила поездному диспетчеру (ДНЦ) Литвиненко и дежурной по станции (ДСП) Каменская Скурединой о том, что у них тяжёлый грузовой поезд с неисправными тормозами, идущий на большой скорости в сторону станции. В это время на самой станции все пути были заняты различными составами, в том числе с опасными грузами. На пятом пути станции находился пассажирский поезд № 347, а у входного светофора ожидал № 335. Поезд № 335 состоял из 15 вагонов, ведомых электровозом ЧС4Т−489, которым управляла локомотивная бригада из депо Лихая: машинист Брицын и помощник машиниста Пантелейчук. Пассажирские поезда при этом отставали от расписания. Это было связано с тем, что следовавший перед ними грузовой поезд № 2081 опоздал на 5 минут, так как управлявший им машинист Серобатин из депо «Россошь» из-за неправильного управления тормозами завысил время хода. Тем временем ДНЦ принимает решение пропустить поезд № 335 без остановки, но связаться с локомотивной бригадой данного поезда ни ему, ни ДСП Скурединой не удалось. Виновен в этом оказался помощник машиниста потерявшего управление тормозными средствами поезда № 2035 Штыхно, который после доклада о дислокации поезда продолжил держать в руках тангенту микрофона, в результате чего эфир радиовещания был заглушён шумами их радиостанции. Из-за этого локомотивные бригады впереди идущих поездов не знали об опасности, поэтому пассажирский поезд № 335 по разрешающему показанию входного светофора (два жёлтых) прибывает на станцию Каменская на пятый путь и в 01:28 останавливается у пассажирской платформы. Начинается посадка пассажиров. Перевести стрелочные переводы так, чтобы неуправляемый поезд попал на другой путь, было невозможно, так как все остальные пути были заняты грузовыми составами, а автоблокировка не позволяет установить маршрут следования на уже занятый путь.

## Катастрофа и ликвидация последствий
Когда неуправляемый грузовой поезд подъезжал к станции, машинист приказал помощнику уйти из кабины. Перед тем как уйти, помощник отпускает микрофон, благодаря чему ДСП наконец связывается с машинистом поезда № 335 и, кратко объяснив критичность ситуации, приказывает тому по жёлтому сигналу светофора Н5 (выходной с пятого пути нечётного направления) отправляться со станции, что и было сделано в 1:29. Однако проводники вагонов были не в курсе происходящего, поэтому, когда, простояв всего минуту у платформы, пассажирский поезд начал отправляться, в вагоне № 10 проводник Г. Туркин сорвал стоп-кран. Это было сделано согласно должностной инструкции с целью остановить поезд, неожиданно пришедший в движение, и произвести должным образом посадку пассажиров. Помощник машиниста пассажирского электровоза Пантелейчук побежал к данному вагону для прояснения ситуации, но времени уже не было. В 01:30 на станцию Каменская на скорости 140 км/ч въехал грузовой поезд № 2035. В 01:31 на стрелочном переводе № 17 при следовании на ответвление произошёл разрыв автосцепки между первым и вторым вагонами, после чего второй вагон сошёл с рельсов, а налетевшие на него остальные вагоны образовали завал. Однако электровоз с одним вагоном-зерновозом общей массой 288 т остался на рельсах и проследовал на пятый путь, где, проехав 464 метра и на той же скорости 140 км/ч в 1:32 столкнулся с хвостом пассажирского поезда, разрушая вагоны со спящими людьми.
В результате крушения у пассажирского поезда третий с хвоста вагон (№ 13) оказался серьёзно повреждён, а два последних (14-й и 15-й) были буквально раздавлены, на них сверху лежал разбитый электровоз. У нечётной горловины станции находился завал высотой около 15 метров из разрушенных грузовых вагонов, груз был почти полностью рассыпан. Инерция состава была значительна: вагоны ещё и зарылись в землю, некоторые почти на 10 метров.
В результате трагедии были разрушены до степени исключения из инвентаря 2 секции электровоза, 54 грузовых и 3 пассажирских вагона, повреждено 300 метров пути, 2 стрелочных перевода, 8 опор контактной сети и 1000 метров контактного провода, потеряно 330 тонн зерна. Непосредственно в результате столкновения погибло 106 человек (104 пассажира и два проводника). Из пассажиров последних двух вагонов выжили три человека (проводница-студентка и два пассажира): из 15 вагона не выжил никто, из тамбура 14 вагона выбросило при ударе двух человек и один выброшен из головной части вагона. Ранеными оказались 114 человек, в том числе члены локомотивной бригады поезда № 2035, так как помощник машиниста в момент крушения находился в машинном отделении, а машиниста при ударе выбросило из кабины через лобовое стекло, он упал на ветки стоящих рядом деревьев. Материальные потери составили около полутора миллионов советских рублей. Из-за завала грузовыми вагонами движение поездов по первому пути было прервано на 1 ч 30 мин, а по второму пути — на 82 ч 58 мин.
Ночью в Каменске-Шахтинском был сформирован штаб по ликвидации последствий крушения. На станцию были направлены восстановительные поезда, бульдозеры, тракторы и краны. Для ликвидации последствий крушения на место происшествия были также направлены военнослужащие, рабочие с близлежащих предприятий и студенческие отряды. Отдельной проблемой стало рассыпавшееся зерно, которое подчас приходилось собирать не только бульдозерами, но и вручную. Ночью включались прожекторы, что позволяло проводить работы круглосуточно. При ликвидации последствий получил смертельный удар током электромонтёр Ткаченко (схватился за контактный провод, оказавшийся под напряжением), оказавшись, таким образом, 107-й жертвой.

## Расследование причин
Расследованием причин катастрофы занималась правительственная комиссия во главе с заместителем председателя Совета министров СССР Г. Г. Ведерниковым. Она также отвечала за оказание помощи пострадавшим. Электровозы ВЛ80с−842 и ВЛ80с−887 были построены на НЭВЗ в 1983 году, то есть на момент катастрофы были относительно новыми. Проверка также подтвердила, что их оборудование перед крушением работало вполне исправно. Тогда комиссия стала исследовать вагоны данного поезда, при этом наибольшее внимание привлёк последний вагон состава, который остался стоять на рельсах возле завала из остальных вагонов и оказался единственным уцелевшим из них. При переговорах по рации локомотивная бригада поезда № 2035 докладывала, что у поезда отказали тормоза, однако последний вагон был обнаружен утром в заторможенном состоянии спустя несколько часов после катастрофы. Также признаки длительного торможения наблюдались на многих вагонах грузового поезда, но в то же время тормозные колодки локомотива оказались практически полностью сточены. Такая же картина наблюдалась и на нескольких первых вагонах. При дальнейшем осмотре было выявлено, что между шестым и седьмым вагонами был перекрыт концевой кран тормозной магистрали, то есть 49 вагонов из 55 оказались отключены в заторможенном состоянии. Так как состав продолжал стоять в таком состоянии на протяжении около получаса (столько времени прошло от момента опробования тормозов до отправления поезда со станции), то на отключённых вагонах из-за утечек воздуха из тормозной системы давление тормозных колодок на колёса постепенно ослабло. В ходе проведённого позже следственного эксперимента это предположение подтвердилось: трёхсекционный ВЛ80с мощностью 9780 кВт сумел взять с места частично заторможенный состав из 55 грузовых вагонов.

## Судебный процесс
В качестве подозреваемых в совершении преступных деяний рассматривались поездной диспетчер и дежурный по станции Каменская, которые не подготовили для неуправляемого поезда безопасный маршрут, осмотрщики вагонов, которые проверяли работу тормозов поезда № 2035 с грубыми нарушениями, локомотивная бригада данного поезда, которая не проконтролировала работу осмотрщиков вагонов, а также локомотивная бригада поезда № 335, не убравшая своевременно пассажирский поезд, и проводник вагона № 10. Однако уже в ходе расследования дежурный по станции и поездной диспетчер были оправданы, так как их действиям по предотвращению крушения помешала защитная блокировка стрелок, оправдали также локомотивную бригаду поезда № 335 и проводника. Помимо этого, из гуманных побуждений, было решено не судить локомотивную бригаду поезда № 2035: помощник машиниста был серьёзно покалечен, а машинист и вовсе стал инвалидом. В результате на скамью подсудимых попали осмотрщики вагонов А. Трусов и Н. Пузанов. 17 ноября 1988 года ТАСС передало сообщение, согласно которому они были осуждены на 12 лет.
Помимо этого, был снят с должности начальник Юго-Восточной железной дороги А. С. Голиусов, а Лиховское отделение было передано с Юго-Восточной на Северо-Кавказскую железную дорогу.

## Память
- На месте крушения поездов долгое время стоял скромный деревянный крест, установленный жителями Каменска-Шахтинского. Никакого другого памятника по поводу трагического события сооружено не было.
- 9 августа 2010 года на месте трагедии установили новый памятный поклонный крест. Работы по изготовлению памятного знака выполнил Каменский машиностроительный завод на средства Северо-Кавказской железной дороги — филиала ОАО «РЖД»[4].

### Схожие крушения поездов
- Крушение в Тюменской области в ночь с 25 на 26 июля 1972 года
- Крушения поездов в Черкасской области 21 августа 1982 года
- Крушение на Лионском вокзале 27 июня 1988 года
- Крушение на перегоне Ерал — Симская 11 августа 2011 года
- Аналогичное происшествие, только с трамваями, имело место 6 июня 2024 года в Кемерове[5].